# Bretagne (province romaine)
Pour les articles homonymes, voir Bretagne (homonymie).
 (février 2019).
Si vous disposez d'ouvrages ou d'articles de référence ou si vous connaissez des sites web de qualité traitant du thème abordé ici, merci de compléter l'article en donnant les références utiles à sa vérifiabilité et en les liant à la section « Notes et références ».
43–410
Entités précédentes :
- Bretagne celtique

Entités suivantes :
- Royaumes anglo-saxons
- Royaumes britto-romains

La Bretagne (en latin Britannia) est une province de l'Empire romain créée au Ier siècle et disparue au début du Ve siècle, dont le territoire couvrait le sud de l'île aujourd'hui appelée Grande-Bretagne. Composée des territoires actuels de l'Angleterre et du pays de Galles ainsi que le sud de l'Écosse, la province romaine de Bretagne (Roman Britain) était délimitée par deux murs successifs, le mur d'Hadrien et le mur d'Antonin.

## La Bretagne avant la conquête

### Connaissance des îles Britanniques par les auteurs antiques
Les îles Britanniques sont connues des peuples méditerranéens plusieurs siècles avant la conquête romaine, sous les noms d'Hierne (l'Irlande) et d'Albion (La Grande-Bretagne). À la fin du VIe siècle av. J.-C., l'explorateur carthaginois Himilcon atteint leurs côtes. Deux siècles plus tard, Pythéas navigue à son tour dans les eaux britanniques. Il désigne les îles Britanniques comme « îles Prétaniques » (αἱ Βρεττανίαι soit ai Brettaníai et Pretannike (en). Les peuples de ces îles sont désignés comme Πρεττανοί (Prettanoí), Priteni, Pritani ou Pretani, peut-être transmis à Pythéas par les gaulois et peut-être de même étymologie que πρυτανεία (prytania : « élite », qui est aussi l'une des significations possibles du mot « celtes »). Ces noms deviennent « îles Britanniques » chez Strabon, Ératosthène, Polybe, Diodore de Sicile, Pline l'Ancien et, par eux, chez les Romains.
Les récits plus ou moins fantastiques des voyageurs pré-romains, ainsi que les écrits d'auteurs plus tardifs comme Strabon et Diodore de Sicile, décrivent ces îles comme « regorgeant d'étain ».
Outre l'étain de Cornouailles par exemple, les îles Britanniques étaient riches en minerais tels que l'or d'Irlande. Cela explique les relations commerciales avec les Grecs et les Phéniciens dès l'époque archaïque, car les ressources en étain constituaient un élément essentiel pour produire du bronze, mais elle étaient limitées autour du bassin méditerranéen. Hérodote parle des îles Cassitérides, « îles de l'étain », du grec Κασσίτερος, et les Romains citent aussi les mines de stannum. Les Romains connaissaient aussi l'Irlande (Hibernia) sans la coloniser et appelaient les îles Britanniques (au pluriel insulae Britannicae) « les terres les plus écartées ». Tacite écrit : « Il n’y a plus de peuples au-delà, rien que des flots et des rochers ».

### Peuplement des îles Britanniques auIersiècleav. J.-C.
Ouvertes aux influences continentales, notamment laténiennes et hallstattiennes, les îles Britanniques ne s'articulent pas pour autant autour d'une culture uniforme. Certaines zones de l'ouest et du nord semblent avoir été peu perméables à ces influences. Les populations du sud de la Grande-Bretagne entretenaient des liens étroits avec les Belges de Gaule. Les îles Britanniques comptaient deux principaux groupes linguistiques appartenant à la famille des langues celtiques. Il s'agit des langues goïdéliques en Irlande, et les dialectes brittoniques, en Grande-Bretagne.

### Le commerce de la Bretagne avec le monde méditerranéen
Au IIe siècle av. J.-C., des itinéraires réguliers existent entre la Bretagne et la Méditerranée. Des marchands gaulois, les Vénètes en particulier, servent d'intermédiaires. Certains auteurs parlent du port gaulois de Corbilo, non identifié précisément, peut-être situé sur l'estuaire de la Loire. Des routes commerciales existent aussi avec la Gaule du nord[réf. souhaitée].
Des relations de longue date existent avec les civilisations méditerranéennes pour le commerce de chiens de chasse, d'esclaves et de métaux.
Grâce aux vestiges du site, on estime qu'Hengistbury Head (Dorset, près de l'actuelle Bournemouth) est un centre commercial important au IIIe siècle av. J.-C.

### Conséquences pour la Bretagne de la conquête de la Gaule
Les Romains achèvent la conquête du sud-est de la Gaule en -118 et y établissent la province de Gaule narbonnaise. Cela renforce l'influence romaine dans le reste de la Gaule, à travers le commerce et les alliances avec certains peuples, notamment les Éduens. En -58, Jules César, qui après avoir été consul, est nommé gouverneur proconsul de la Narbonnaise, et intervient dans un conflit entre les Éduens et les Helvètes, puis contre une offensive germaine (Arioviste) : c'est le début de la guerre des Gaules, qui va permettre aux légions de César de conquérir tout le pays.
Les opérations de César en Gaule lui font prendre conscience des relations étroites qui existent entre Gaulois et Bretons. Les Bretons sont mentionnés à plusieurs reprises dans la Guerre des Gaules. Un roi suession, Divitiacus, est décrit comme ayant régné aussi sur l'île de Bretagne. Les commentaires de la Guerre des Gaules affirment que de nombreux Gaulois se sont réfugiés chez les Bretons, qui étaient intervenus auprès des Vénètes contre les forces romaines. À cela, il faut ajouter l'image que dressent les récits de l'époque à propos des îles Britanniques, territoire riche et mal connu. Strabon indique que vers cette époque, Publius Crassus, probablement l'un des lieutenants de César, est le premier Romain à découvrir la « route des Cassitérides » et qu'il reconnait la richesse de leurs gisements d'étain.
L'idée d'une conquête de l'île de Bretagne a probablement germé dans l'esprit de César dès -57, mais la révolte des Armoricains en -56 et la nécessité de soumettre définitivement les Morins et les Ménapiens qui contrôlent les côtes du Pas de Calais l'empêchent de lancer son expédition dans l'immédiat. Ce n'est finalement qu'à la fin du moins d'août 55 av. J.-C. que César débarque pour la première fois sur l'île de Bretagne.

## La conquête romaine

### Jules César en Bretagne
Au cours de la conquête de la Gaule chevelue (-58/-52), Jules César débarque à deux reprises en Bretagne, en 55 av. J.-C. et en 54 av. J.-C.. Ces deux débarquements aboutissent au ralliement à César de plusieurs rois celtiques de Bretagne qui lui laissent des otages (les Trinovantes, les Cantiaci, etc.), mais aucun territoire n'est annexé. On peut cependant noter que le chef gaulois des Atrébates, Commios, quitte la Gaule pour s'établir en Bretagne.

### De César à Caligula: un début de romanisation
La protection offerte par les légions romaines contre les raids des Pictes, peuple du nord de l'île, a favorisé le protectorat romain sur les royaumes bretons : au Ier siècle de notre ère, des marchands romains s’y installent ; plusieurs rois bretons sont fastueusement reçus à Rome par l'empereur Auguste puis par ses successeurs. L'archéologie montre un fort développement de l'artisanat du cuir, des textiles, de la métallurgie, de la joaillerie, de la verrerie, de la poterie, de la charpenterie et de la sculpture d'art à la mode de Rome, surtout au sud-est de l'île et le long de la côte sud où les inscriptions attestent d'un début de romanisation et où de vraies villes fortifiées apparaissent, remplaçant les gros villages de torchis et de bois caractéristiques de l'époque précédente. Le port de Douvres (Dubris) se développe, en lien avec le port continental de Gesoriacum (l'actuelle Boulogne-sur-Mer).

### Projets d'invasion d'Auguste et de Caligula
Un temps, l'empereur Auguste (qui règne de 26 av. J.-C. à 14 apr. J.-C.) envisage d'envahir l'île de Bretagne, mais ne dispose pas de la logistique nécessaire pour acheminer des légions ni d'une flotte suffisante : il renonce vers 10 apr. J.-C., d'autant qu'en l'an 9 en Germanie, la défaite romaine de Teutoburg anéantit trois légions menées par le gouverneur Varus.
En 39, Caligula masse des troupes près de Gesoriacum et y fait édifier un phare, mais doit lui aussi renoncer pour des raisons budgétaires.

### Le règne de Claude et le début de la conquête
L’empereur Claude souhaite neutraliser les cultes druidiques dont les bases subsistent en Bretagne, et qui sont susceptibles d’être un appui pour les opposants gaulois. L'intérêt des commerçants romains a également pu influer sur sa décision.
Claude se sert du conflit entre le roi Verica et ses sujets, les Catuvellaunes, comme prétexte à l'invasion. Il envoie en Bretagne quatre légions : les II Augusta, IX Hispana, XIV Gemina et la XX Valeria Victrix, commandées par Aulus Plautius, ancien gouverneur de la Pannonie, Flavius Vespasien, futur empereur, et Osidius Geta. Les historiens estiment à environ 40 000 hommes le corps de débarquement qui mena la conquête du sud de la Bretagne de 43 à 47.
Une bataille décisive a lieu contre les Cantiaci (ou Cantii) sur la Mediovia (près de l'actuelle Rochester dans le Kent). Cette victoire romaine encourage les rois Bretons à s'allier aux Romains. Claude se rend lui-même en Bretagne, y tisse des alliances puis revient à Rome célébrer son triomphe, prenant le titre de Britannicus, transmis à son fils.

### Sous le règne de Néron: la révolte des Icènes
En 60, Néron fait occuper l’île de Mona (Anglesey) et détruire le sanctuaire druidique.
En 60 et 61, à la suite du legs à Rome de son royaume par le roi des Icènes, Prasutagos, un conflit éclate entre les commerçants et les administrateurs romains et sa veuve, la reine Boadicée, dont les Icènes prennent le parti. Leurs troupes prennent plusieurs villes, massacrent les garnisons romaines et pillent Camulodunum, Verulamium et Londres (Londinium). Selon Suétone, Néron envisage d’évacuer l’île, mais Suetonius Paulinus mate la révolte. Les historiens romains annoncent un bilan terrible : 70 000 Romains massacrés au début de la révolte, et sûrement beaucoup plus de Bretons.

### Sous le règne des Flaviens
Sous Vespasien, Titus et Domitien, la conquête romaine reprend :
- de 71 à 74, Quintus Petillius Cerialis soumet les Brigantes dans la chaîne Pennine
- de 74 à 77, Frontin conquiert le pays de Galles (Cymrus ou Cambrie).
- de 77 à 84, Julius Agricola s’attaque aux Highlands et envahit la Calédonie, mais Domitien le rappelle avant qu’il n’en achève la conquête.

### Sous les Antonins: la construction des murs
L'occupation romaine s'arrête d'abord au mur d'Hadrien (95 kilomètres), dans le nord de l'actuelle Angleterre, puis au mur d'Antonin dans le sud de l'actuelle Écosse. La protection et la surveillance des peuples bretons soumis à Rome exige le maintien de trois légions et de troupes auxiliaires, soit de 20 000 à 30 000 hommes. Une grande partie de ces dernières était recrutée sur place. La Bretagne est une province impériale, dont le responsable, légat proconsul (ancien consul) nommé par l'empereur (et non pas par le Sénat), réside à Colchester (Camulodunum), York (Eboracum) ou peut-être à Londres (Londinium)[pas clair].

## La Bretagne auxIeretIIesiècles

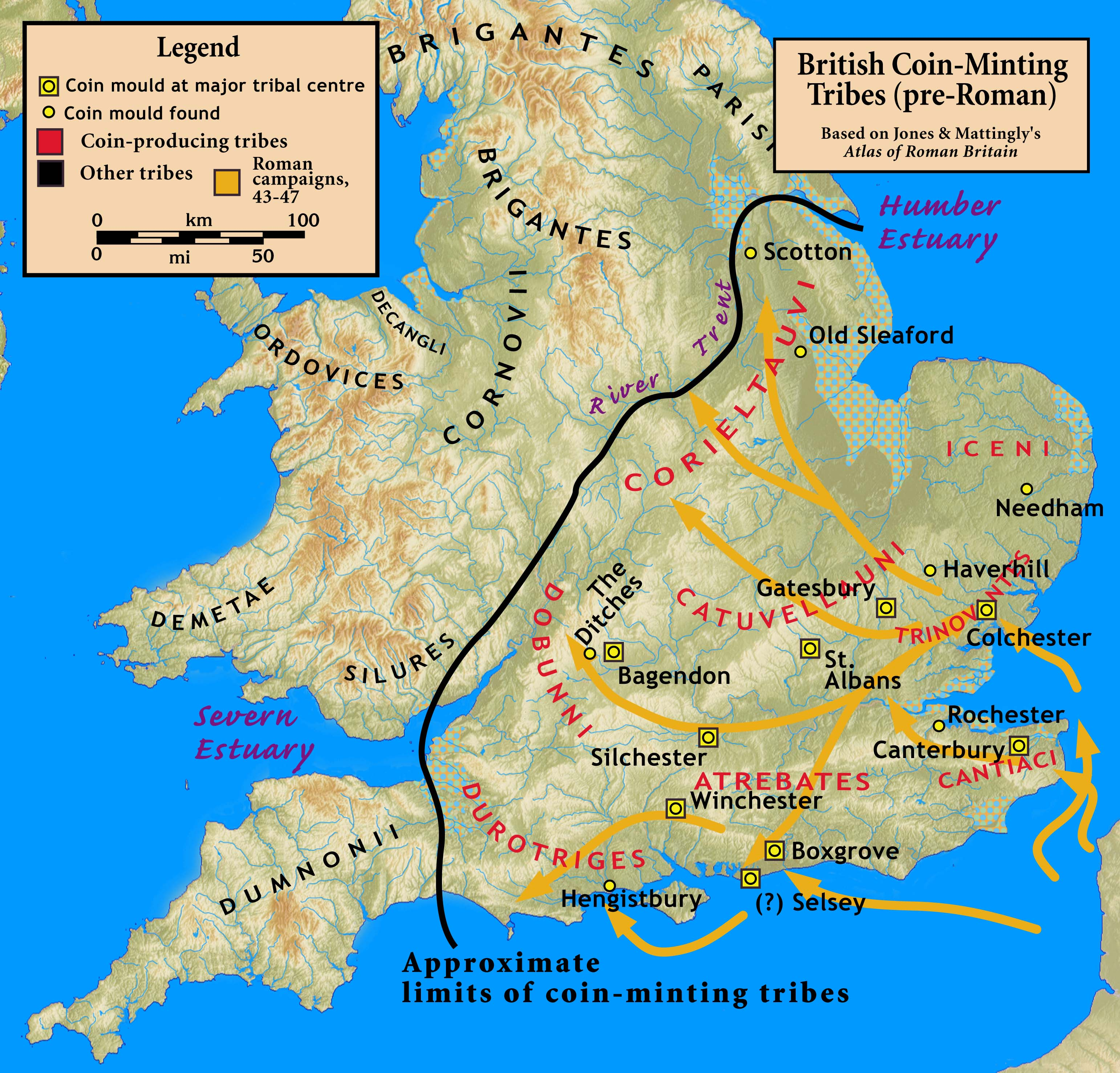
Tribus britanniques émettant de la monnaie avant la conquête romaine.
Royaumes-clients du sud de l'île de Bretagne, précédant la conquête romaine.
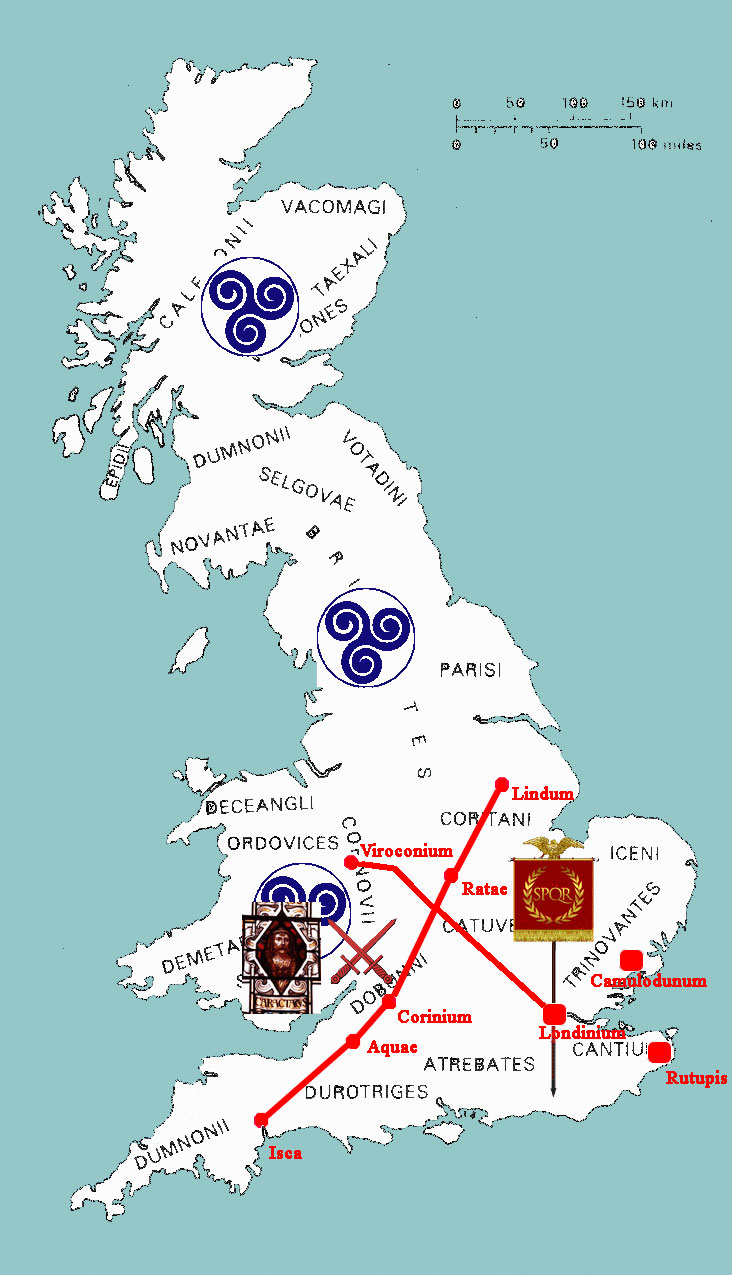
Peuples vers 50.
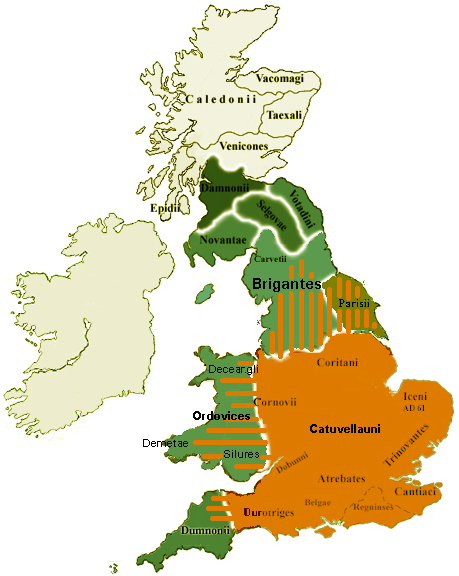
Peuples vers 100.

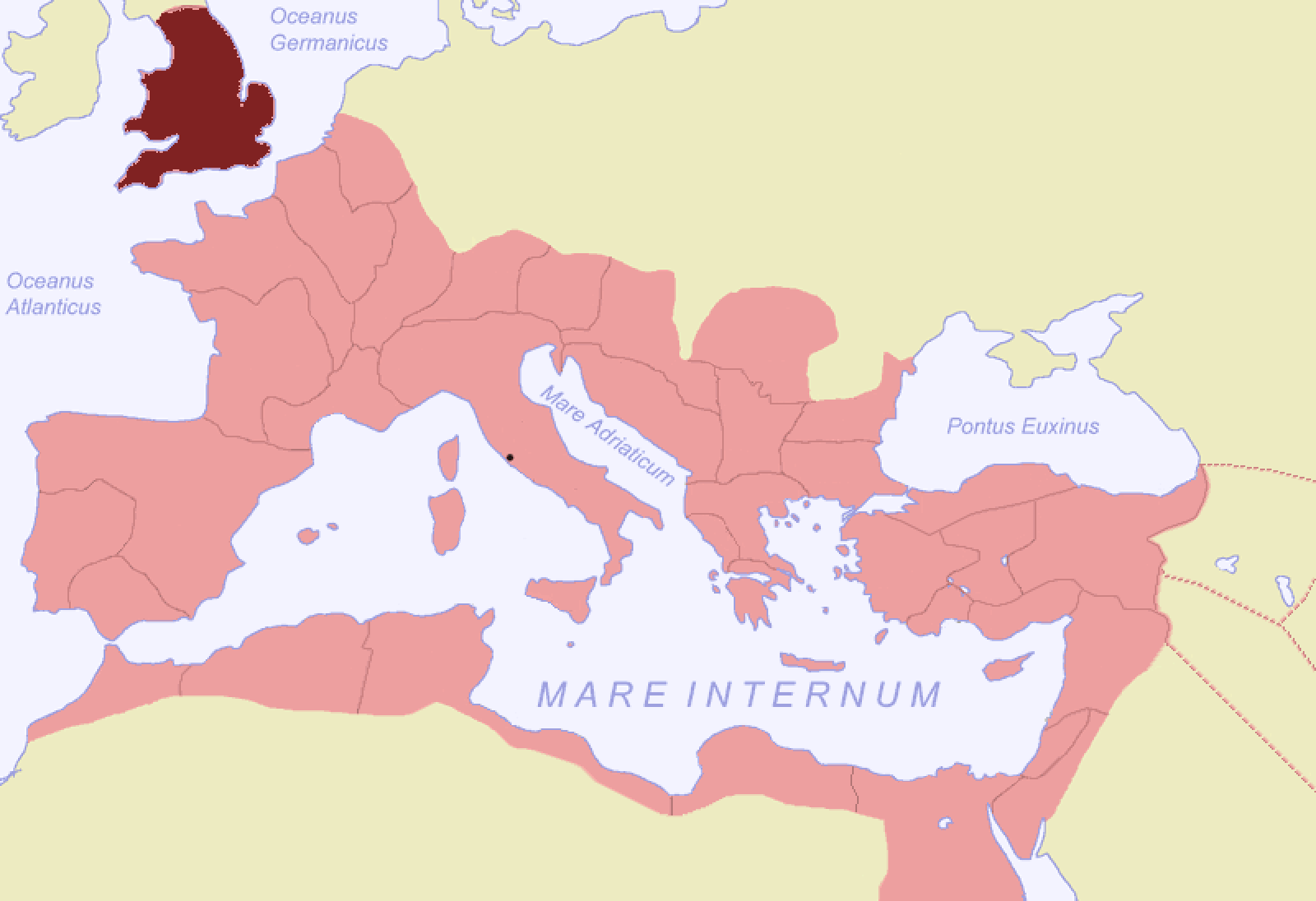
La position de la Bretagne romaine dans l'Empire vers 150.
Province romaine de Bretagne en 150, montrant les tribus autochtones, les villes, les routes principales et les légions romaines déployées.
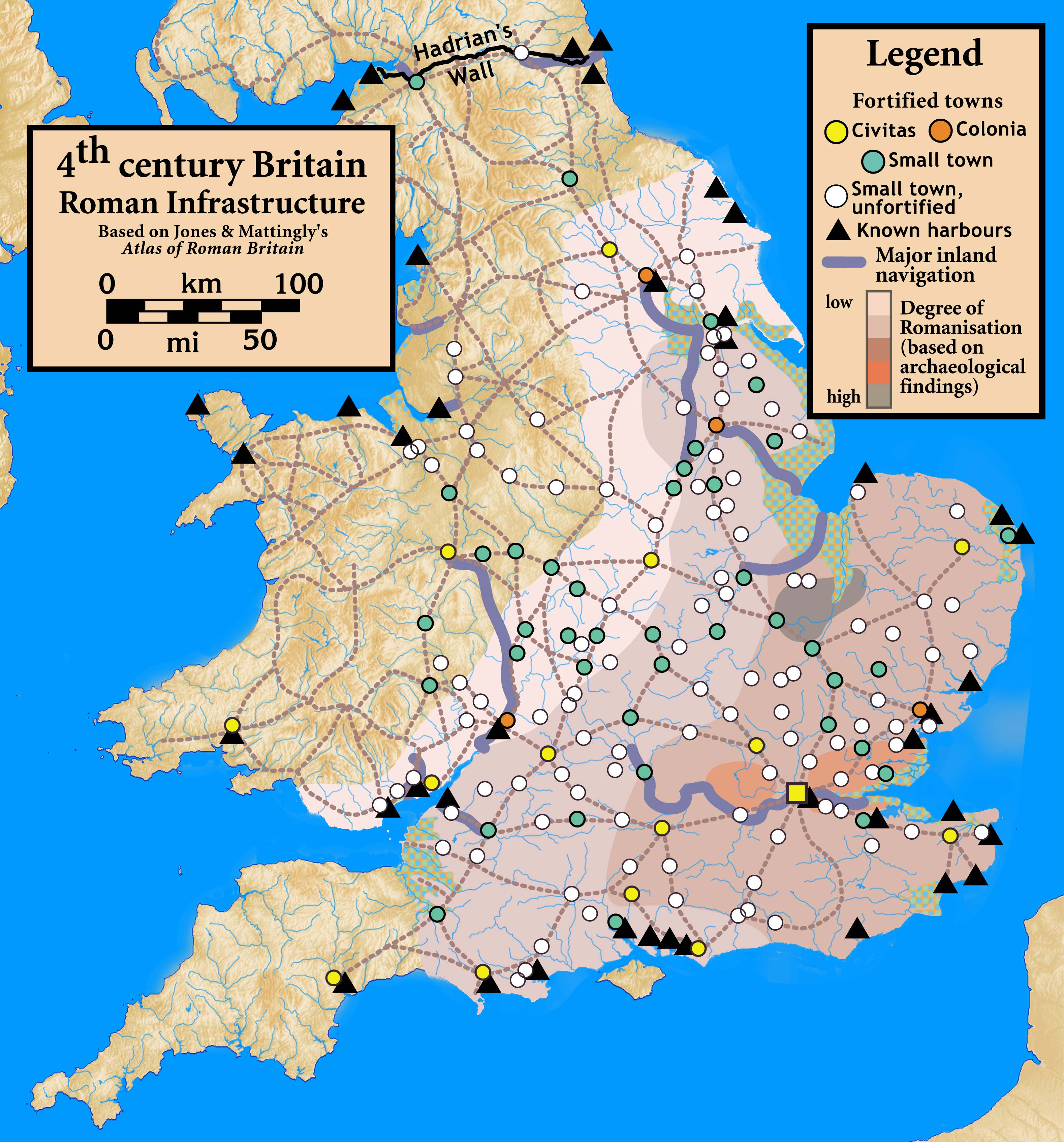
Présence romaine vers 350.
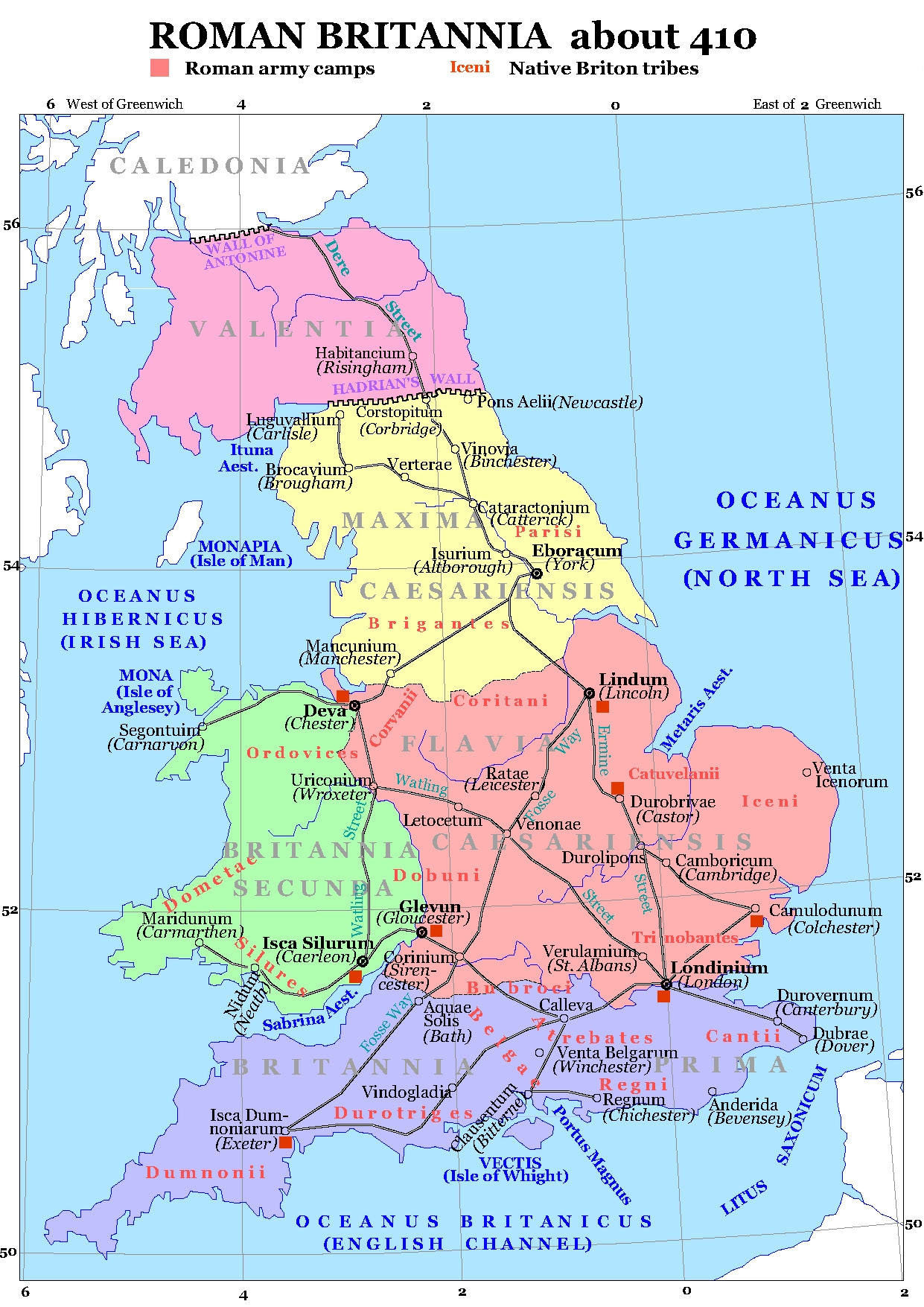
Bretagne romaine en 410.

### Organisation de la province
Au cours des Ier et IIe siècles, la province de Bretagne est organisée en différentes zones :
- la province proprement dite, répartie entre une zone militarisée et une zone pacifiée, divisée en cités ;
- des royaumes-clients, incorporés à la province seulement au cours de la seconde moitié du Ier siècle (Togodumnus au sud, Prasutagos à l'ouest...).

Tandis que les royaumes-clients gardent une forme d'autonomie, le reste du territoire se fond dans le schéma impérial général des cités, constituées en fonction des tribus préexistantes, comme en Gaule (Catuvellaunes, Atrébates, etc.). Les cités romaines sont créées sur la base des tribus existantes telles que les Atrébates, les Trinovantes, les Icènes, les Coritanes, les Ordovices, les Silures, les Démètes et les Brigantes. La cité est formée par le chef-lieu et un territoire plus ou moins étendu.
Les divisions territoriales ont évolué au fil du temps avec des noms comme Bretannia prima, Bretannia secunda, Bretannia flavia, Bretannia maxima, Bretannia valentia, Bretannia superior, Bretannia inferior...

### Urbanisation
Parfois, une bourgade celtique existe déjà et la cité britto-romaine la développe, par exemple à Calleva, Verulamium ou Camulodunum. Parfois un nouveau centre est fondé par déplacement de population (Noviomagus, Durovernum, Corinium Dobunnorum...
La capitales provinciales étaient, pour la Bretagne supérieure (au sud-est) Londinium (Londres, fondée dans le courant du Ier siècle) mais peut-être aussi, et par moments, Camulodunum (probablement première capitale en 43) ou Eboracum ; pour la Bretagne inférieure (au nord-ouest) Corinium Dobunnorum (Cirencester) ou Eboracum (York).
Liste de villes de Bretagne romaine
- Camulodunum (Colchester), colonie militaire sur le territoire des Trinovantes
- Lindum (Lincoln), colonie militaire fondée sous les Flaviens
- Glevum (Gloucester), colonie militaire fondée sous Nerva
- Eboracum (York), colonie militaire fondée probablement sous Antonin le Pieux
- Caesaromagus (Chelmsford), chef-lieu des Trinovantes
- Verulamium (St Albans), municipe de droit latin (le seul de Bretagne), chef-lieu des Catuvellauni
- Noviomagus Regnorum (Chichester), chef-lieu des Regnenses
- Calleva Atrebatum (Silchester), capitale des Atrébates de Bretagne (il existe une cité des Atrébates en Gaule, chef-lieu Arras)
- Venta Belgarum (Winchester), capitale des Belges
- Durovernum Cantiacorum (Canterbury), capitale des Cantiaci
- Durnovaria Durotrigum (Dorchester), capitale des Durotriges
- Corinium Dobunnorum (Cirencester), capitale des Dobunni
- Ratae Corieltauorum (Leicester)
- Deva (Chester), entourée d'une muraille de près de 3 km
- Dubris (Douvres)
- Corstopitum (Corbridge), proche du mur d’Hadrien
- Venta Silurum (Caerwent) chez les Silures
- Isca Silurum (Caerleon), colonie militaire, aussi dans la cité des Silures
- Mancunium (ou Mamucium) (Manchester)
- Aquae Sulis (Bath), qui conserve des vestiges de bains romains
- Mediobogdum (Hardknott).

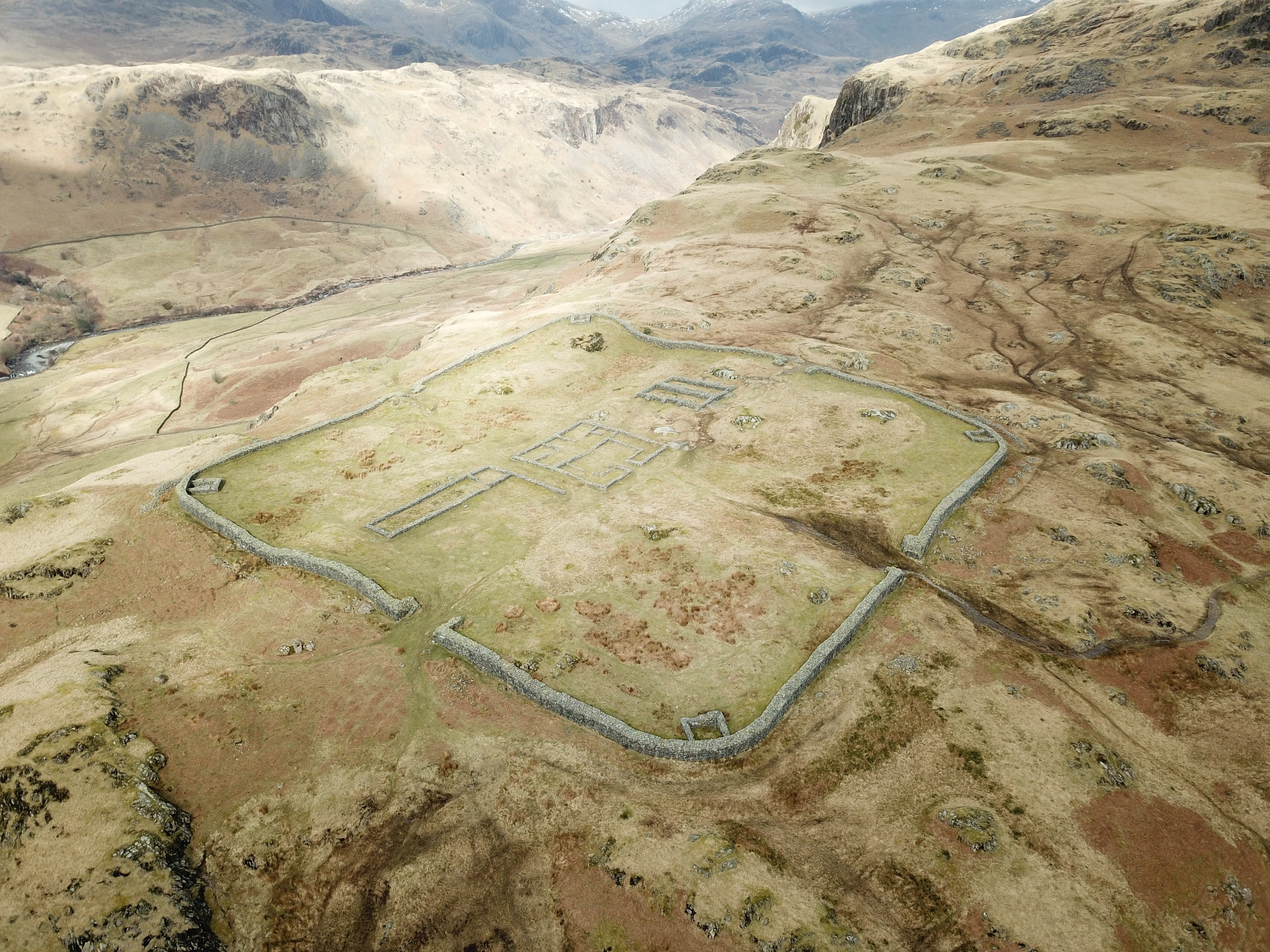
Vue aérienne de Mediobogdum (Hardknott, Cumberland), mars 2018.

Les noms de ces villes comportent des éléments qu'on retrouve en Gaule, notamment -dunum (forteresse, cf. Lugdunum, Lyon), -magus/-magos (marché, cf. Rotomagos, Rouen), medio- (centre, cf. Mediolanum Santonum, Saintes).
L'archéologie des villes britto-romaines a révélé quelques bâtiments caractéristiques de la romanisation, notamment les thermes de Bath, dont le nom latin connote déjà la fonction thermale (Aquae, « les eaux », cf. Aquae Sextiae, Aix-en-Provence).

### Économie
Les liaisons maritimes avec le continent se font par Douvres et Boulogne (Gesoriacum, province de Belgique, cité des Morins). La Cornouailles a aussi des liaisons avec Nantes (Condevincum, province de Lyonnaise, cité des Namnètes) et Bordeaux (Burdigala, capitale de la province d'Aquitaine, chef-lieu des Bituriges Vivisques).
L’activité et l'exportation minières restent importantes : mines de plomb argentifère, d’or, de cuivre, d’étain, et même de fer et de charbon.

### Romanisation et usage de la langue latine
Le latin, langue officielle de l'Empire romain, sert de langue véhiculaire pour les Romains et les populations celtiques locales, estimées à un million d'habitants, que les Romains appellent Brettones (Bretons).
Cependant, la romanisation linguistique des habitants de l'île reste limitée ; elle semble avoir surtout concerné le sud-est de la province (bassin de Londres) et les chefs-lieux de cités, surtout dans l'élite, tandis que le fonds celtique (ou germanique pour ce qui est des Belges) perdure dans les campagnes et dans certaines régions, particulièrement en Cambrie, restée autonome, où les Romains s'implantent peu.

À la fin du Ier siècle, Tacite écrit : 

« En fait, les populations locales et rurales ne furent pas assimilées par Rome. La langue latine resta une langue étrangère, sans doute nécessaire pour les relations avec les Romains. La latinisation des villes fut plus importante, mais pas au point de faire changer de langue les habitants. »

— Tacite, Vie d'Agricola
C'était encore valable au IVe siècle. C'est une différence avec la Gaule, où à la fin du Ve siècle, les habitants ne parlent généralement plus gaulois mais gallo-romain. En revanche, les Bretons qui émigrent en Gaule au Ve siècle parlent brittonique et leur langue va s'implanter dans la partie occidentale de l'Armorique, dès lors appelée Bretagne continentale.
Certains noms, mots et suffixes anglais ont des origines latines héritées de la période romaine :
- street de strata (chaussée);
- wall de vallum (palissade, mur);
- dish (plat), de discus (disque);
- wine de vinum (vin);
- cheese de caseus (fromage);
- cheap de caupo (aubergiste);
- -chester et -cester de castrum (camp, forteresse, château) comme dans Chester, Manchester, Winchester ou Dorchester[17];
- -coln, suffixe toponymique pour colonia (« colonie »), comme dans Lincoln.

### Défense de la province
Entre 119 et 122, puis en 142, des soulèvements de Brigantes soutenus par les tribus insoumises de Calédonie (Écosse) se produisirent sur la frontière nord de la Bretagne, obligeant à un renforcement du limes (fortification sur la frontière extérieure de l'empire).
C’est au cours du voyage que l'empereur Hadrien (117-138) effectua en Calédonie en 121-122 que la construction du mur d'Hadrien commença pour se terminer en 128. Ce mur était entouré de fossés, jalonné de fortins, de casernes, de toute une infrastructure militaire qui fut efficace pendant plus de trois siècles. Il s’agissait pour l'Empire romain de soulager les forces armées de la pression des Pictes, qui se faisait de plus en plus forte (certains historiens parlent davantage d’une ligne de « démarcation » que d’une ligne de fortification). En 142, l'empereur Antonin le Pieux fit construire un autre mur, entre le Forth et la Clyde, qui « doublait » au nord la fortification déjà édifiée par son père adoptif Hadrien.

## La Bretagne auIIIesiècle

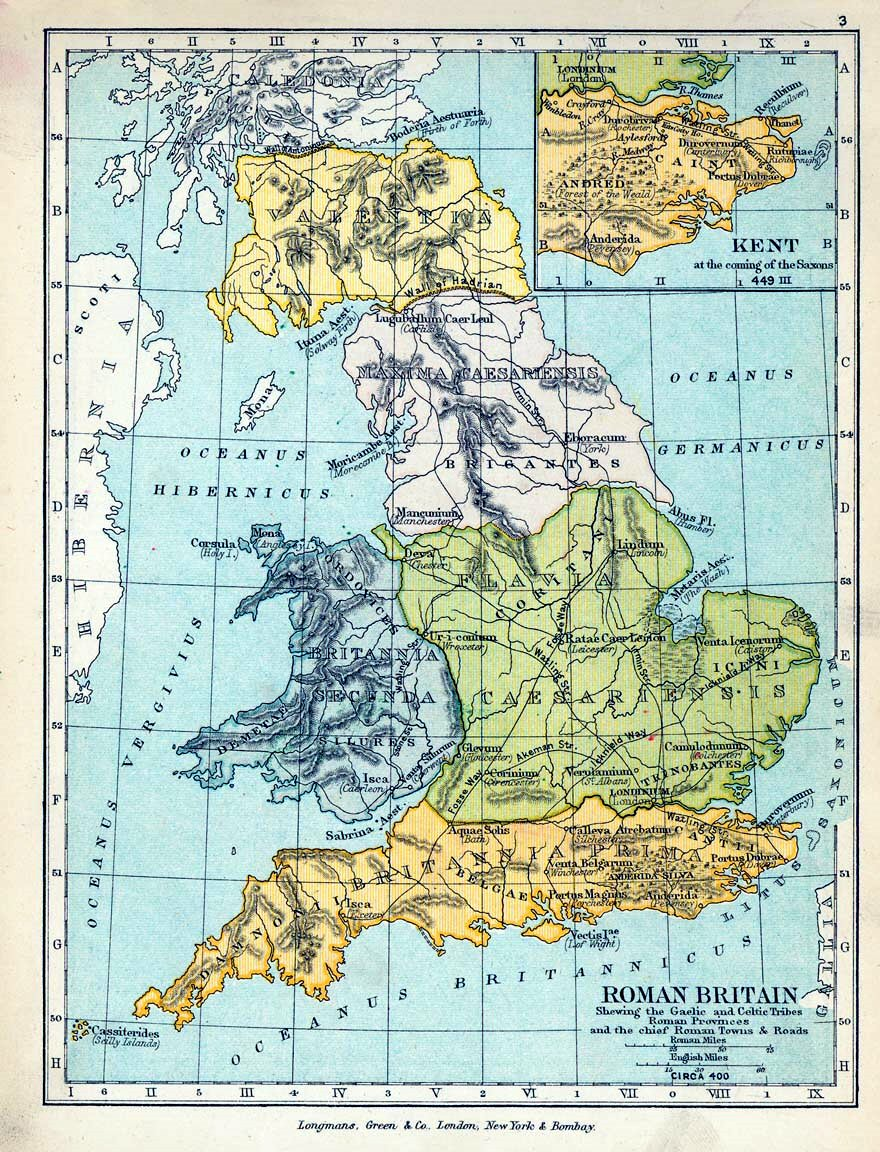
La Bretagne romaine vers 400. Carte de 1905.

Au cours du IIIe siècle, les troupes romaines de Bretagne participent aux troubles politiques de l’Empire romain et font face à des attaques venues du nord et de la mer, mais qui n’ont pas la gravité des assauts germaniques sur le Rhin ou le Danube.
En 193, le légat Clodius Albinus s’insurge après l’assassinat de l’empereur Pertinax. En 197, il débarque en Gaule pour affronter Septime Sévère, et se fait battre à Lyon.
De 208 à 211, Septime Sévère combat les incursions des Calédoniens. Il divise la Bretagne en deux provinces, la Bretagne supérieure (capitale Deva) et la Bretagne inférieure (capitale Eburacum), le long de la ligne allant de la Severn à la Humber. Septime Sévère abandonne le mur d'Antonin pour revenir au mur d'Hadrien dont il remanie et améliore les défenses. Il meurt à Eburacum en 211.
La Bretagne compte alors quatre colonies militaires romaines : Camulodunum (Colchester), Eburacum (York), Lindum (Lincoln) et Glevum (Gloucester). Les villes, établies sur des sites celtiques anciens ou à proximité immédiate, sont construites selon les principes de l’urbanisme romain (plan géométrique, forum, basilique, thermes, temples). Elles ne regroupent pas plus de 10 % de la population totale. Les campagnes sont organisées en deux structures typiques : au sud de la Tamise, de grands domaines (villae) sont des propriétés de l’élite locale, indigène ou non ; au nord, de multiples villages perpétuent des types d’exploitation datant de l’âge du fer. Le réseau routier a une importance stratégique, permettant d’acheminer rapidement des troupes vers les régions peu sûres. Pour le transport des marchandises, les routes sont concurrencées par les cours d’eau et le cabotage, rapide et plus sûr. L’économie est basée sur la culture des céréales, l’élevage et avant tout l’exploitation des métaux : plomb (verrerie), fer, cuivre, bronze, étain des îles Cassitérides. Ces produits sont échangés contre du vin, de l’huile et des objets en métal nécessaires aux légions stationnées dans l’île.
Vers l'an 250, l'émigration des Frisons (probablement avec l'accord des autorités romaines pour protéger la région des incursions des Calédoniens) vers la côte est de la Bretagne insulaire atteint son summum à la suite de la montée des eaux. De 259 à 274, la Bretagne soutient les empereurs gaulois et fait partie de l'empire des Gaules. En 286, le général Carausius usurpe le pouvoir en Bretagne, et contrôle avec sa flotte la côte de la Gaule de l’Escaut à la Seine. L’auguste Maximien Hercule accaparé par la défense contre les Germains ne parvient pas à le réduire. En 293, le césar Constance Chlore oblige Carausius à quitter ses positions en Gaule. Allectus, fonctionnaire soutenu par les marchands de Londres, assassine Carausius, se proclame empereur à son tour et ramène ses légions en Bretagne. Constance Chlore débarque en Bretagne en 296. Allectus est tué dans les combats et l’Empire reprend le contrôle de la province. En 306, Constance Chlore meurt à Eburacum (York), alors qu’il s’apprêtait à marcher contre les Pictes révoltés.

## La Bretagne auIVesiècleaprès les réformes de Dioclétien

### Les réformes de Dioclétien: le diocèse des Bretagnes
Dioclétien, empereur de 284 à 305, est à l'origine d'une profonde réforme de l'empire, caractérisée par la création de la Tétrarchie (quatre empereurs : deux Auguste et deux César), par la création de nouvelles circonscriptions, les diocèses et les préfectures du prétoire, et par la division des provinces existantes.
La province de Bretagne devient le diocèse des Bretagnes (capitale : York/Eboracum) rattaché à la préfecture du prétoire des Gaules (capitale : Trèves). Le vicaire, chef du diocèse des Bretagne, dont le dernier représentant est l'évêque Chrysanthus (de 395 à 406), réside dans la grande ville militaire d'Eboracum.
Le diocèse est divisé en plusieurs provinces, mal connues en raison du manque de sources, mais qui se présentaient probablement de la façon suivante du nord au sud :
- Maxime césarienne, province au nord de la Tamise, entre la mer et le pays de Galles, capitale Londinium (Londres) ;
- Bretagne seconde, correspondant au pays de Galles, capitale Isca Silurum (Caerleon) ;
- Flavie césarienne (Flavia Caesariensis), dans la chaîne Pennine, capitale Eburacum (York) ;
- Bretagne première, correspondant aux Cornouailles et aux régions au sud de la Tamise, capitale Corinium Dobunnorum (Cirencester).

La date de création de ces 4 provinces est inconnue mais elles sont citées vers 312-314 dans la Liste de Vérone. Cette réorganisation territoriale se double d'une séparation nette entre les pouvoirs civils aux mains des gouverneurs et pouvoirs militaires confiés aux duces.
Une cinquième province, la Valentia, est citée par Ammien Marcellin. Sa localisation et sa date de création sont sujet à débat.

### Société et économie
À cette époque, Londres devient un atelier monétaire impérial.
Le christianisme s'implante peu à peu dans la province. Trois évêques bretons participent au concile d’Arles en 314.

### Armée et défense du diocèse
Les généraux responsables de la défense des Bretagnes sont :
- le Dux Britanniarum (duc des Bretagnes), chargé de la garde du mur d'Hadrien.
- le Comes Britanniarum (comte des Bretagnes), chargé des légions mobiles.
- le Comes litoris Saxonici per Britanniam (en) (comte du littoral saxon en Bretagne ou Count of the Saxon Shore), chargé de la surveillance des côtes.

En 368-370, Théodose l'Ancien repousse les incursions des Pictes, des Scots et des pirates saxons.

## Fin de la Bretagne romaine

### Le départ des troupes romaines et la fin de l'autorité romaine
En 383, Magnus Maximus aurait mené campagne en Gaule avec l'armée de Bretagne. Après la défaite de Maxime, il ne semble pas certain que ses troupes aient regagné la Britannia. Dès cette période, la province ne semble plus en moyen de lutter efficacement contre les Scots et les Pictes. La campagne de Stilicon en 396-398 contre ces derniers parvient à peine à rétablir en équilibre précaire que déjà, en 401, Stilicon retire des troupes de l’île pour défendre l'Italie contre Alaric.
En 407, la majeure partie de l'armée de Bretagne passe en Gaule pour contrer l'avancée de plusieurs peuples barbares à la suite du Passage du Rhin (406). Proclamé empereur par les troupes de Bretagne, l'usurpateur Constantin III stoppe l'avancée des barbares mais est vaincu et exécuté avec son fils Constant en 411 par l'empereur légitime Honorius.
L'année 410 marque une rupture. Selon Zosime, l'empereur Honorius aurait écrit une lettre conseillant aux cités bretonnes de se défendre par elles-mêmes face aux pirates saxons. L'empereur ne dispose alors plus de troupes de réserve. Zosime indique que l'administration civile est chassée par l'aristocratie indigène.
Après 410, les sources, principalement hagiographiques, ne permettent plus de retracer correctement le fil des événements. Il semble toutefois qu'existe dans l'île deux partis. Le premier parti est mené par le superbus tyrannus Vortigern et est favorable à l'autonomie de la province. Fortement marquée par l'hérésie pélagienne, il s'agit d'une aristocratie profondément anti-romaine, dont l'opulence est attestée dans la Vie de saint Germain d'Auxerre. Le parti de Vortigern est à l'origine de l'installation de contingents saxons dans le sud-est de la Britannia, afin de prévenir toute velléité romaine de ramener la province dans le giron impérial. Le second parti, favorable à l'autorité romaine, ne reste pas inactif. Dans le cadre de la lutte contre l'hérésie pélagienne, les évêques de Bretagne envoient une plainte au pape Celestin. La vigueur de ce parti est confortée par la réussite des deux missions de saint Germain d'Auxerre (429 et 446-447). C'est probablement ce même groupe pro-romain qui adresse à Aetius la fameuse « Plainte des Bretons » en 446.
Vers 440, les Saxons installés par Vortigern se soulèvent. Aetius ne peut intervenir et Vortigern est chassé du pouvoir. Lui succède alors Ambrosius Aurelianus, personnage semi-légendaire. Si les récits hagiographiques indiquent que ces parents avaient porté la pourpre, rien n'est dit sur ses volontés de rapprochement avec les autorités romaines.

### Monde rural et civilisation urbaine
La fin de la province de Bretagne se caractérise par de profondes mutations de l'activité rurale et de la civilisation urbaine. Le recul démographique et économique entraîne le ralentissement de l'activité agricole, et dans certains cas l'abandon de terres auparavant exploitées. Les villae encore en fonctionnement sont désertées dès le début du Ve siècle. La poursuite de la vie urbaine au cours du Ve siècle est plus difficile à appréhender. La vie de saint Germain d'Auxerre et la vie de saint Patrick laissent entrevoir la poursuite d'une activité urbaine au début du Ve siècle, mais les données archéologiques soulignent bien un abandon massif des monuments publics (fora, thermes) à cette période. Il ne semble en tout cas pas y avoir de continuité entre les centres urbains britto-romains et les bourgades médiévales. À l'inverse, certains hillforts protohistoriques sont réoccupés au cours du Ve siècle.

### Émigration de Bretons vers l'ouest de la Gaule et origines de la Bretagne continentale
À partir du Ve siècle, des Bretons de l'ancienne province de Bretagne s'installent à l'ouest de l'Armorique, faisant de cette région une nouvelle Bretagne où la langue bretonne s'implante.
Durant le haut Moyen Âge, il est possible que quelques chefs bretons comme Conomor parviennent à étendre leur pouvoir des deux côtés de la Manche.

## Sites archéologiques romains
- Mur d'Hadrien, dont le fort de Vindolanda, à Chesterholm, où l'on a découvert d'exceptionnels restes de correspondances des soldats stationnés dans ce fort,
- Théâtre de Verulamium, près de St Albans,
- Thermes romains de Bath,
- Amphithéâtre de Caerleon,
- Fort de Deva Victrix, à Chester.

#### Ouvrages
- (en) Julian Bennett, Towns in Roman Britain, edition Shire, 2001, 4e éd. (1re éd. 1980) (ISBN 0747804737).
- (en) Robin G. Collingwood et Ian Richmond, The Archaeology of roman britain, Londres, Methuen & Co Ltd, 1968.
- Yann Coz, Rome en Angleterre : l’image de la Rome antique dans l’Angleterre anglo-saxonne du VIIe siècle à 1066, Garnier, 2011.
- Patrick Galliou, Britannia: histoire et civilisation de la Grande-Bretagne romaine Ier-Ve siècles apr. J.-C, Éd. Errance, coll. « Collection des Hespérides », 2004 (ISBN 978-2-87772-282-7), p. 7.
- (en) M. Millet, The Romanization of Britain. An essay in archaeological interpretation, Cambridge, 1990.
- Paul Petit, Histoire générale de l’Empire romain, édition du Seuil, 1974.
- (it) Ian Richmond, I Limitos romani nella Britannia, Rome, Istituto di studi romani, 1938, 21 p..
- (en) Ian Richmond, Roman Britain, Harmondsworth, Penguin books, 1955, 240 p..
- (en) John Wacher, The Civitas Capitals of Roman Britain, Leicester, 1975.
- (en) M. Todd, A companion to Roman Britain, Londres, 2004.

#### Chapitre
- Patrick Galliou, « Ombres et lumières sur la Bretagne antique », dans Bernadette Cabouret-Laurioux, Jean-Pierre Guilhembet et Yves Roman), Rome et l’Occident : IIe s. av. J.-C. au IIe s. apr. J.-C., Presses Universitaires du Mirail, 2009 (ISBN 978-2-8107-0052-3, lire en ligne), p. 351-372.